# Oceansat-2
OceanSat-2 est un satellite d'observation de la Terre de l'agence spatiale indienne (ISRO). Ce satellite météorologique et océanographique est placé en orbite en 2009 pour prendre la suite d'Oceansat-1. il est partiellement remplacé en 2016 par SCATSAT-1 à la suite de la défaillance de son scatteromètre. Son successeur est Oceansat-3 qui devrait être placé en orbite en 2021. 

## Contexte
Le développement du satellite OceanSat-2 est initié en juillet 2005 pour assurer une continuité de service aux utilisateurs de l'instrument OCM (Ocean Color Monitor) installé à bord du satellite OceanSat-1 lancé en 1999. OCM est un radiomètre qui fournit des images dans plusieurs bandes spectrales en lumière visible et proche infrarouge permettant de mesurer la concentration de chlorophylle et d'autres caractéristiques des océans.   

## Objectifs
Les données collectées par le satellite OceanSat-2 sont utilisées dans les domaines suivants :
- Prévisions météorologiques : état de la mer (vagues), moussons et cyclones (prévisions à moyenne et longue distance)
- Circulation des océans
- Observation des glaces de l'Antarctique
- Estimation de la production primaire des océans et des pêcheries
- Détection et suivi de l'inflorescence du phytoplancton
- Étude de la dynamique des sédiments.

## Caractéristiques techniques
Le satellite OceanSat-2 est stabilisé 3 axes et a une masse de 970 kg. Il est alimenté en énergie par des panneaux solaires d'une superficie totale de 15,12 m² qui fournissent 1360 watts en fin de vie. L'énergie est stockée dans deux batteries nickel-cadmium d'une capacité unitaire de 24 A-H. Le satellite est construit autour d'une plateforme IRS-1 développée par l'ISRO pour ses satellites d'observation de la Terre

## Charge utile
La charge utile d'OceanSat-2 comprend trois instruments : l'instrument de mesure de couleur des océans OCM, le scattéromètre SCAT et l'instrument d'occultation radio de l'atmosphère ROSA.

### OCM-2
OCM-2 (Ocean Color Monitor) est une version améliorée de l'instrument embarqué à bord d'Oceansat-1. OCM-2 est un radiomètre qui fonctionne dans cinq bandes spectrales en lumière visible et proche infrarouge. La fauchée est de 1420 kilomètres et la résolution spatiale est de 360 mètres dans la direction du déplacement du satellite et de 236 mètres dans le sens perpendiculaire. 

### SCAT
SCAT (Scanning Scatterometer) est un scattéromètre à micro-ondes développé par l'établissement SAC de l'ISRO (Ahmedabad) qui permet de mesurer la force et la direction du vent à la surface de l'océan. L'instrument émet en bande Ku (13,515 GHz). Il effectue ces mesures sur une largeur de 1400 kilomètres avec une résolution spatiale de 25x25 kilomètres. La fréquence de revisite est de deux jours (objectif).

### ROSA
ROSA ('Radio Occultation Sounder for Atmospheric Studies) et un récepteur d'occultation radio de signal GPS fourni par l'agence spatiale italienne. Il permet de déterminer les caractéristiques des couches basses de l'atmosphère et de l'ionosphère.

## Déroulement de la mission
OceanSat-2 est placé en orbite le 23 septembre 2009 par le lanceur PSLV avec 6 autres nanosatellites commerciaux américains depuis lle centre spatial de Satish-Dhawan, à Sriharikota. Le satellite est placé sur une orbite héliosynchrone de 720 km avec une inclinaison orbitale de 98,28°.